# 济南野生动物世界
济南野生动物世界是位於中華人民共和國山東省濟南市章丘区柳埠国家森林公园跑马岭的一個野生動物園。

## 历史
始建于1999年3月16日，试开放于9月26日，10月1日正式对外开放。济南野生动物世界占地面积约2200亩。平均海拔159多米，森林覆盖面积达92%，以乔木、灌木等植被为主。济南野生动物世界北部为步行游览区，南部为乘车游览区，放养各类动物300余种4000余头。园内游览路线总长约11.2公里，有10000多米的动物隔离网以及海狮馆、鸣禽谷、生态园、袋鼠园、水禽湖、大象馆、鳄鱼池等景点。

## 外部連結
- 官方网站